# دهه ۴۱۰ (میلادی)
دهه ۴۱۰ (میلادی) دهه چهل و یکم تقویم میلادی است.

## درگذشتگان
‎